# Tesfaldet Tekie
Tesfaldet Simon Tekie (Asmara, 4 giugno 1997) è un calciatore eritreo naturalizzato svedese, centrocampista dell'Hammarby.

## Carriera

### Club
Tekie è nato in Eritrea, all'età di 9 anni si è trasferito con la famiglia presso la città svedese di Göteborg. A livello di settore giovanile si è diviso tra il Marieholm BoIK e il Gunnilse, oltre a qualche mese nel vivaio dell'IFK Norrköping a partire dall'agosto 2013.
Nel 2014 è stato mandato a farsi le ossa al Sylvia, squadra minore della città di Norrköping impegnata nel campionato di Division 1.
Rientrato all'IFK Norrköping, è entrato nel giro della prima squadra. Ha esordito in Allsvenskan il 5 aprile 2015, alla prima giornata di campionato, quando al 29' minuto ha sostituito l'infortunato Nicklas Bärkroth. Quel campionato viene vinto a sorpresa proprio dall'IFK Norrköping, il contributo di Tekie è di 6 presenze e un assist. Non figura tra i 18 convocati per la Supercoppa 2015.
Nel corso del campionato successivo si ritaglia maggiore spazio, partendo titolare in buona parte delle partite disputate.
Nel gennaio del 2017 il diciannovenne Tekie è passato ai belgi del Gent, con cui ha firmato un contratto di tre anni e mezzo. Il trasferimento è costato circa 16 milioni di corone svedesi. Nel dicembre 2017 ha prolungato fino al 2021, per essere poi ceduto in prestito senza diritto di riscatto all'Östersund per 18 mesi fino all'estate 2019.
Di rientro dal prestito tuttavia non ha più giocato per il Gent, poiché nel settembre ha rescisso il contratto e si è accasato al Fortuna Sittard per due anni con un'opzione per una eventuale terza stagione, rimanendovi fino al termine della stagione 2021-2022.
nel settembre 2022 ha firmato con un altro club dell'Eredivisie olandese, il Go Ahead Eagles, con cui ha sottoscritto un accordo annuale. La permanenza si è rivelata però più breve del previsto poiché a gennaio ha rescisso, lasciando la squadra con 8 presenze all'attivo in campionato e 2 in coppa nazionale.
Il 9 febbraio 2023 è stato presentato come nuovo giocatore dell'Hammarby, tornando di fatto a giocare in Svezia. Nel corso della stagione ha espresso tuttavia la propria insoddisfazione per il minutaggio concessogli dal tecnico Martí Cifuentes, così ad agosto Tekie ha lasciato il club stoccolmese per approdare in prestito annuale ai ciprioti dell'Apollōn Limassol. Nel gennaio 2024 è rientrato all'Hammarby, club che nel frattempo aveva assunto Kim Hellberg come nuovo allenatore.

### Nazionale
Dopo aver precedentemente giocato nelle nazionali giovanili svedesi Under-17 ed Under-19, nel 2019 ha giocato una partita con la nazionale maggiore svedese.

## Palmarès

### Club

#### Competizioni nazionali
- Allsvenskan: 1

Norrköping: 2015